# Reasonable Woman
Reasonable Woman (с англ. — «Разумная женщина») — десятый студийный альбом австралийской исполнительницы Сии. Релиз состоялся 3 мая 2024 года, под руководством лейбла Atlantic.
На обложке альбома изображена «женщина в оранжевом костюме с полосатым серым пятном вместо головы и рук».

## Задумка и создание
В 2016 году Сиа выпустила свой альбом This Is Acting, в который вошли в основном песни, написанные ею для других исполнителей. В следующем году она стала режиссером музыкального драматического фильма Мьюзик, который она же и написала. Также, написав 10 песен для фильма, она объявила в феврале 2020 года, что у неё есть два новых альбома, один из которых станет её версией саундтрека. Под названием Music – Songs from and Inspired by the Motion Picture, он был выпущен в феврале 2021 года вместе с фильмом. В интервью Заку Сангу в 2020 году Сия рассказала, что второй альбом получил название Reasonable Woman.
7 февраля 2024 года, совместно с релизом сингла «Dance Alone» стал доступен пред-заказ альбома, с новой обложкой и трек-листом. В альбом вошло 15 треков, включая лид-сингл «Gimme Love».

## Промоушен
13 сентября 2023 года состоялась премьера лид-сингла «Gimme Love».
7 февраля состоялся релиз второго сингла «Dance Alone» совместно с Кайли Миноуг.

## Список композиций
| №                   | Название                                                | Автор(ы)                  | Продюсеры                     | Длительность |
| ------------------- | ------------------------------------------------------- | ------------------------- | ----------------------------- | ------------ |
| 1.                  | «Little Wing»                                           |                           |                               | 3:19         |
| 2.                  | «Immortal Queen» (feat. Chaka Khan & Missy Elliott)     |                           |                               | 3:20         |
| 3.                  | «Dance Alone» (совм. с Kylie Minogue)                   | Furler • Shatkin          | Shatkin • Jim-E Stack         | 2:52         |
| 4.                  | «I Had A Heart»                                         |                           |                               | 2:49         |
| 5.                  | «Gimme Love»                                            | Furler • Shatkin          | Shatkin                       | 2:57         |
| 6.                  | «Nowhere To Be»                                         |                           |                               | 3:16         |
| 7.                  | «Towards The Sun»                                       |                           |                               | 2:48         |
| 8.                  | «Incredible» (feat. Labrinth)                           | Furler • Timothy McKenzie | Labrinth • Nathaniel Ledwidge | 3:34         |
| 9.                  | «Champion» (feat. Tierra Whack, Kaliii & Jimmy Jolliff) |                           |                               | 2:41         |
| 10.                 | «I Forgive You»                                         |                           |                               | 4:20         |
| 11.                 | «Wanna Be Known»                                        |                           |                               | 3:46         |
| 12.                 | «One Night»                                             |                           |                               | 2:59         |
| 13.                 | «Fame Won't Love You» (совм. с Paris Hilton)            |                           |                               | 3:20         |
| 14.                 | «Go On»                                                 |                           |                               | 3:14         |
| 15.                 | «Rock And Balloon»                                      |                           |                               | 4:00         |
| Общая длительность: | Общая длительность:                                     | Общая длительность:       | Общая длительность:           | 45:95        |